# 윌리엄 피크너
윌리엄 픽트너(William Fichtner, 영어 발음: /ˈfɪktnər/, 1956년 11월 27일 ~ )는 미국의 배우이다.

## 출연 작품

### 영화
- 콘택트 (1997) - 켄트 역
- 아마겟돈 (1998)
- 퍼펙트 스톰 (2000)
- 블랙 호크 다운 (2001) - 델타 포스 샌더슨 중사 역
- 크래쉬 (2004)
- 미스터 & 미세스 스미스 (2005) - 결혼 상담원 역 (목소리)
- 팬텀: 라스트 커맨더 (2013)
- Krystal (2017)
- 트래픽 (2018, Traffik)
- 암드 (2018)
- O.G. (2018)
- CIA 데빌헌터 (2018, All the Devil's Men) - 마이크 브래넌 역
- 12 솔져스 (2018) - 멀홀랜드 대령 역
- 아메리칸 잡 (2019) - 엔조 로텔라 역
- The Gettysburg Address (2025 예정) - 다큐멘터리

### 텔레비전
- 프리즌 브레이크 (2006-09)